# Biblická olympiáda
Biblická olympiáda je soutěž ve znalostech Bible, která může být pořádána jako oborová olympiáda pro žáky základních a středních škol nebo pro jinak vymezený okruh účastníků.
V roce 2006 se biblická olympiáda konala v královéhradecké diecézi v rámci Roku Písma svatého. Biblickou olympiádu uspořádal také Apoštolský exarchát v České republice v roce 2010. V dubnu 2012 se v Kravařích uskutečnil první ročník biblické olympiády hlučínského děkanátu, která je určena především pro mládež od 12 do 15 let; od roku 2013 je pořádána v rámci celé ostravsko-opavské diecéze.
Na Slovensku se biblická olympiáda koná od konce 20. století, přičemž na celoslovenské úrovni je pořádána od školního roku 2001/02. Vyhlašovatelem je Ministerstvo školství, vědy, výzkumu a sportu Slovenské republiky a spoluvyhlašovatelem Konference biskupů Slovenska. Soutěží se ve dvou kategoriích (kategorie základních škol a kategorie středních škol) a soutěž probíhá v několika kolech – třídní kolo, školní kolo, děkanátní (okresní) kolo, diecézní (krajské) kolo a celoslovenské kolo (v roce 2011 se konalo ve Spišské Kapitule). Svou biblickou olympiádu pořádá také Evangelická církev augsburského vyznání na Slovensku; soutěží v ní zvlášť žáci církevních škol (třídní kolo, školní kolo a celoslovenské kolo) a zvlášť ze státních a soukromých škol (školní kolo, seniorátní kolo a celoslovenské kolo), a to ve čtyřech kategoriích (3. až 4. ročník, 5. až 6. ročník, 7. až 9. ročník, střední školy).